# 페드로 아르멘다리스
페드로 아르멘다리스(Pedro Armendáriz, 1912년 5월 9일 ~ 1963년 6월 18일)는 미국의 배우이다.

## 출연 작품
- 3막 살인 (1986)
- 캡틴 신드바드 (1963)
- 007 위기일발 (1963)
- 마이 선, 더 히어로 (1962)
- 원더풀 컨츄리 (1959)
- 늑대들의 숲 (1957)
- 마누엘라 (1957)
- 디안 (1956)
- 징기스칸 (1956)
- 짐승 (1953)
- 위 워 스트레인저스 (1949)
- 툴사 (1949)
- 쓰리 가드파더 (1948)
- 도망자 (1947)